# NGC 4282
NGC 4282 је лентикуларна галаксија у сазвежђу Девица која се налази на NGC листи објеката дубоког неба.
Деклинација објекта је + 5° 34' 24" а ректасцензија 12h 20m 24,2s. Привидна величина (магнитуда) објекта NGC 4282 износи 14,1 а фотографска магнитуда 15,0. NGC 4282 је још познат и под ознакама MCG 1-32-13, CGCG 42-35, VCC 411, NPM1G +05.0341, PGC 39809.